# Uranotaenia luteola
Uranotaenia luteola är en tvåvingeart som beskrevs av Edwards 1934. Uranotaenia luteola ingår i släktet Uranotaenia och familjen stickmyggor. Inga underarter finns listade i Catalogue of Life.